# GLOW (serial telewizyjny)
GLOW – amerykański serial telewizyjny (komediodramat) wyprodukowany przez Lionsgate Television, którego twórcami są Liz Flahive i Carly Mensch.
Wszystkie 10 odcinków pierwszej serii zostało udostępnionych 23 czerwca 2017 roku  na stronie internetowej platformy Netflix.
11 sierpnia 2017 roku, platforma Netflix ogłosiła zamówienie drugiego sezonu, którego premiera odbyła się 29 czerwca 2018 roku na Netflix.
20 września 2019 roku platforma Netflix przedłużyła serial o czwarty finałowy sezon, który w październiku 2020 został anulowany mimo tego że zostały nagrane już dwa epizody. Powodem miały być niesprzyjające nagrywaniu scen wrestlingu obostrzenia spowodowane pandemią COVID-19.

## Fabuła
Serial skupia się na grupie kobiet walczących w lidze wrestlingowej.

## Obsada
- Alison Brie jako Ruth Wilder[3]
- Betty Gilpin jako Debbie Eagan[4]
- Marc Maron jako Sam Sylvia[5]
- Britney Young jako Carmen Wade[6]
- Sydelle Noel jako Cherry Bang[6]
- Britt Baron jako Justine[7]
- Jackie Tohn jako Melrose[7]
- Kimmy Gatewood jako Stacey[7]
- Rebekka Johnson jako Dawn[7]
- Kate Nash jako Rhonda[7]
- Sunita Mani jako Arthie[7]
- Kia Stevens jako Tammé[7]
- Gayle Rankin jako Sheila the She Wolf[8]
- Ellen Wong jako Jenny[9]
- Chris Lowell jako Sebastian “Bash” Howard[10]
- Alex Rich jako Florian[11]
- Alex Riley

## Odcinki
| Sezon | Sezon | Odcinki | Oryginalna emisja Netflix | Oryginalna emisja Netflix | Oryginalna emisja | Oryginalna emisja | Oryginalna emisja |
| Sezon | Sezon | Odcinki | Premiera sezonu           | Finał sezonu              | Premiera sezonu   | Finał sezonu      |                   |
| ----- | ----- | ------- | ------------------------- | ------------------------- | ----------------- | ----------------- | ----------------- |
|       | 1     | 10      | 23 czerwca 2017           | 23 czerwca 2017           | 23 czerwca 2017   | 23 czerwca 2017   |                   |
|       | 2     | 10      | 29 czerwca 2018           | 29 czerwca 2018           | 29 czerwca 2018   | 29 czerwca 2018   |                   |
|       | 3     | 10      | 9 sierpnia 2019           | 9 sierpnia 2019           | 9 sierpnia 2019   | 9 sierpnia 2019   |                   |

### Sezon 1 (2017)
| Nr | #  | Tytuł                       | Reżyseria         | Scenariusz                 | Premiera Netflix | Premiera Netflix Polska |
| -- | -- | --------------------------- | ----------------- | -------------------------- | ---------------- | ----------------------- |
| 1  | 1  | Pilot                       | Jesse Peretz      | Liz Flahive & Carly Mensch | 23 czerwca 2017  | 23 czerwca 2017         |
| 2  | 2  | Zgarb się. Poddaj się.      | Wendey Stanzler   | Liz Flahive & Carly Mensch | 23 czerwca 2017  | 23 czerwca 2017         |
| 3  | 3  | Gniew Sromtara.             | Claire Scanlon    | Nick Jones                 | 23 czerwca 2017  | 23 czerwca 2017         |
| 4  | 4  | Zakurzona Ostroga           | Melanie Mayron    | Sascha Rothchild           | 23 czerwca 2017  | 23 czerwca 2017         |
| 5  | 5  | Debbie coś kombinuje        | Phil Abraham      | Rachel Shukert             | 23 czerwca 2017  | 23 czerwca 2017         |
| 6  | 6  | To jedna z tych chwil       | Kate Dennis       | Jenji Kohan                | 23 czerwca 2017  | 23 czerwca 2017         |
| 7  | 7  | Na żywo przed publicznością | Jesse Peretz      | Rachel Shukert             | 23 czerwca 2017  | 23 czerwca 2017         |
| 8  | 8  | To pewnie przez muzykę      | Sian Heder        | Nick Jones                 | 23 czerwca 2017  | 23 czerwca 2017         |
| 9  | 9  | Duszenie liberałów          | Lynn Shelton      | Liz Flahive, Carly Mensch  | 23 czerwca 2017  | 23 czerwca 2017         |
| 10 | 10 | Niespodzianka               | Tristram Shapeero | Liz Flahive, Carly Mensch  | 23 czerwca 2017  | 23 czerwca 2017         |

### Sezon 2 (2018)
| Nr | #  | Tytuł                      | Reżyseria                             | Scenariusz                                  | Premiera Netflix | Premiera Netflix Polska |
| -- | -- | -------------------------- | ------------------------------------- | ------------------------------------------- | ---------------- | ----------------------- |
| 11 | 1  | Viking Funeral             | Lynn Shelton                          | Liz Flahive & Carly Mensch                  | 29 czerwca 2018  | 29 czerwca 2018         |
| 12 | 2  | Candy of the Year          | Mark A. Burley                        | Nick Jones                                  | 29 czerwca 2018  | 29 czerwca 2018         |
| 13 | 3  | Concerned Women of America | Kate Dennis                           | Sascha Rothchild                            | 29 czerwca 2018  | 29 czerwca 2018         |
| 14 | 4  | Mother of All Matches      | Mark A. Burley, John Cameron Mitchell | Kim Rosenstock                              | 29 czerwca 2018  | 29 czerwca 2018         |
| 15 | 5  | Perverts Are People, Too   | Claire Scanlon                        | Rachel Shukert                              | 29 czerwca 2018  | 29 czerwca 2018         |
| 16 | 6  | Work the Leg               | Lynn Shelton                          | Marquita J. Robinson                        | 29 czerwca 2018  | 29 czerwca 2018         |
| 17 | 7  | Nothing Shattered          | Sian Heder                            | Liz Flahive, Carly Mensch, Sascha Rothchild | 29 czerwca 2018  | 29 czerwca 2018         |
| 18 | 8  | The Good Twin              | Meera Menon                           | Nick Jones, Rachel Shukert                  | 29 czerwca 2018  | 29 czerwca 2018         |
| 19 | 9  | Rosalie                    | Phil Abraham                          | Liz Flahive, Carly Mensch, Kim Rosenstock   | 29 czerwca 2018  | 29 czerwca 2018         |
| 20 | 10 | Every Potato Has a Receipt | Jesse Peretz                          | Liz Flahive, Carly Mensch                   | 29 czerwca 2018  | 29 czerwca 2018         |

### Sezon 3 (2019)
| Nr | #  | Tytuł                 | Reżyseria      | Scenariusz                                    | Premiera Netflix | Premiera Netflix Polska |
| -- | -- | --------------------- | -------------- | --------------------------------------------- | ---------------- | ----------------------- |
| 21 | 1  | Up, Up, Up            | Claire Scanlon | Liz Flahive, Carly Mensch                     | 9 sierpnia 2019  | 9 sierpnia 2019         |
| 22 | 2  | Hot Tub Club          | Mark A. Burley | Sascha Rothchild                              | 9 sierpnia 2019  | 9 sierpnia 2019         |
| 23 | 3  | Desert Pollen         | Jesse Peretz   | Rachel Shukert                                | 9 sierpnia 2019  | 9 sierpnia 2019         |
| 24 | 4  | Say Yes               | Claire Scanlon | Isaac Oliver                                  | 9 sierpnia 2019  | 9 sierpnia 2019         |
| 25 | 5  | Freaky Tuesday        | Mark A. Burley | Marquita J. Robinson                          | 9 sierpnia 2019  | 9 sierpnia 2019         |
| 26 | 6  | Outward Bound         | Anya Adams     | Liz Flahive, Carly Mensch                     | 9 sierpnia 2019  | 9 sierpnia 2019         |
| 27 | 7  | Hollywood Homecoming  | Alison Brie    | Victor Quinaz                                 | 9 sierpnia 2019  | 9 sierpnia 2019         |
| 28 | 8  | Keep Ridin            | Lynn Shelton   | Liz Flahive & Carly Mensch & Sasha Rothschild | 9 sierpnia 2019  | 9 sierpnia 2019         |
| 29 | 9  | The Libertines        | Phil Abraham   | Rachel Shukert                                | 9 sierpnia 2019  | 9 sierpnia 2019         |
| 30 | 10 | A Very GLOW Christmas | Lynn Shelton   | Liz Flahive, Carly Mensch                     | 9 sierpnia 2019  | 9 sierpnia 2019         |

## Produkcja
1 czerwca 2016 roku platforma Netflix zamówiła pierwszy sezon "Glow".
Pod koniec sierpnia 2016 roku poinformowano, że rolę Ruth Wilder i Debbie Eagan, otrzymały Alison Brie  i Betty Gilpin.
W kolejnym miesiącu do obsady dołączyli: Marc Maron jako Sam Sylvia, Britney Young jako Carmen Wade, Sydelle Noel jako Cherry Bang, Britt Baron jako Justine, Jackie Tohn jako Melrose, Kimmy Gatewood jako Stacey, Rebekka Johnson jako Dawn, Kate Nash jako Rhonda, Sunita Mani jako Arthie, Kia Stevens jako Tammé oraz Gayle Rankin jako Sheila the She Wolf

.
W październiku 2016 roku ogłoszono, że Ellen Wong zagra w komedii "GLOW". W grudniu 2016 poinformowano, że Chris Lowell i Alex Rich otrzymali rolę Sebastiana „Bash” Howarda i Floriana.

## Nagrody

### Emmy
- 2019: Najlepszy występ kaskaderski w serialu komediowym lub programie rewiowym[44]
- 2018:

1. Najlepsza scenografia w programie fabularnym (półgodzinnym lub krótszym) Harry E. Otto, Ryan Watson, Todd Fjelsted — za odcinek "The Dusty Spur"[44]
2. Najlepszy występ kaskaderski w serialu komediowym lub programie rewiowym[44]

### Satelity
- 2018: Najlepszy serial komediowy lub musical[44]

### Amerykańska Gildia Aktorów Filmowych
- 2019: Najlepszy zespół kaskaderski w serialu komediowym lub dramatycznym[44]

### Amerykańska Gildia Scenografów
- 2019: Najlepsza scenografia w półgodzinnym odcinku serialu kręconego przy użyciu jednej kamery Todd Fjelsted — za odcinki "Viking Funeral", "Perverts Are People, Too" i "Rosalie"[44]
- 2018: Najlepsza scenografia w półgodzinnym odcinku serialu kręconego przy użyciu jednej kamery Todd Fjelsted — za odcinki: pilotażowy, “The Wrath of Kuntar”, “The Dusty Spur”[44]